# Militärorden von Italien

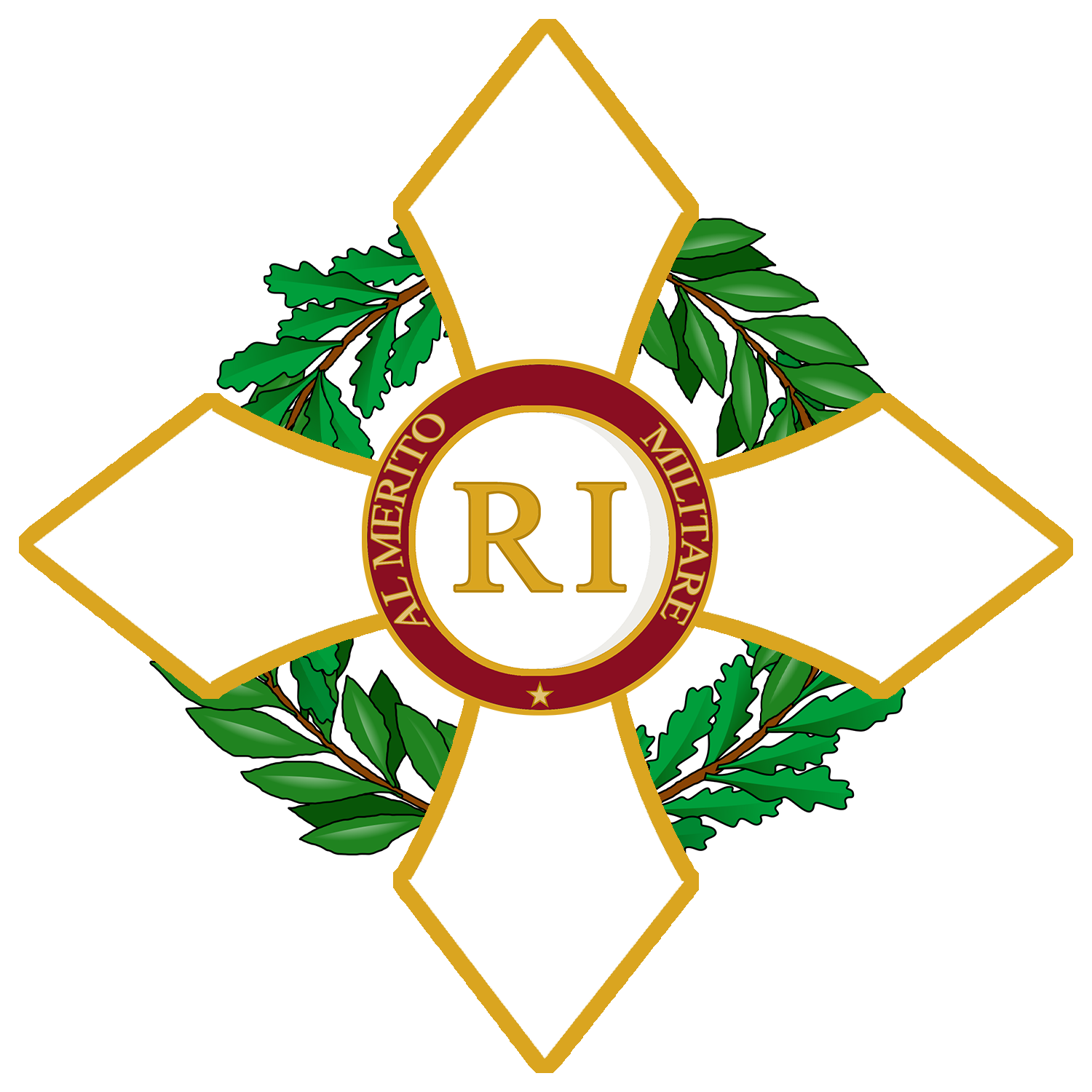
Militärorden von Italien

Der Militärorden von Italien (italienisch Ordine Militare d’Italia) ist ein militärischer Verdienstorden Italiens. Er ging 1947 aus dem 1815 gestifteten Militärorden von Savoyen hervor. Diese Kriegsauszeichnung kann an Soldaten und an Verbände verliehen werden.

## Geschichte
Der Orden geht zurück auf den 1815 von Viktor Emanuel I. von Sardinien gestifteten Militärorden von Savoyen, der ab 1861 der Militärverdienstorden des Königreichs Italien war.
Nach Ausrufung der Republik Italien (Juni 1946) wurde der Orden nicht mehr verliehen, durfte aber weiterhin getragen werden. Da es sich um keinen Hausorden des Hauses Savoyen handelte, sondern um eine staatliche Kriegsverdienstauszeichnung, wurde der Orden von der Republik am 2. Januar 1947 erneuert und in Militärorden von Italien umbenannt. Weitere Neuordnungen erfolgten in den Jahren 1956 und 2010. Erst nach dem Ende des Kalten Krieges nahmen die Verleihungen wegen etlicher Auslandseinsätze wieder zu. Das derzeit geltende Recht ermöglicht eine Verleihung auch bei Militäreinsätzen in Friedenszeiten.

## Ordensklassen
Der Orden besteht aus fünf Klassen:
- Großkreuzritter (Cavaliere di Gran Croce)
- Großoffizier (Grande Ufficiale)
- Kommandeur (Commendatore)
- Offizier (Ufficiale)
- Ritter (Cavaliere)

Chef des Ordens ist der Staatspräsident, Kanzler und Schatzmeister ist der Verteidigungsminister. Der Ordensrat besteht aus dem Vorsitzenden und fünf weiteren Offizieren aller Teilstreitkräfte. Alle Mitglieder des Ordensrates müssen mit dem Orden ausgezeichnet worden sein. Sie werden auf Vorschlag des Verteidigungsministers vom Staatspräsidenten ernannt.
Der Militärorden von Italien wird nach Anhörung des Ordensrates auf Vorschlag des Verteidigungsministers vom Staatspräsidenten verliehen. Die Auszeichnung ist zur Belohnung für herausragende Führungsverdienste im Krieg oder bei kriegsähnlichen Militäroperationen im Frieden bestimmt. Das Großkreuz ist Truppenführern im Rang eines Generalleutnants oder eines Vizeadmirals und höheren Dienstgraden vorbehalten, die Ordensklassen Großoffizier und Kommandeur allen anderen Generals- und Admiralsdienstgraden. Für alle anderen Offiziere sind die Ordensklassen Offizier und Ritter vorgesehen. Das Ritterkreuz kann auch an Unteroffiziere und Mannschaften verliehen werden, sofern sie im Kampf Führungsaufgaben hatten. Truppenfahnen können nur mit dem Ritterkreuz ausgezeichnet werden.

## Ordensdekoration

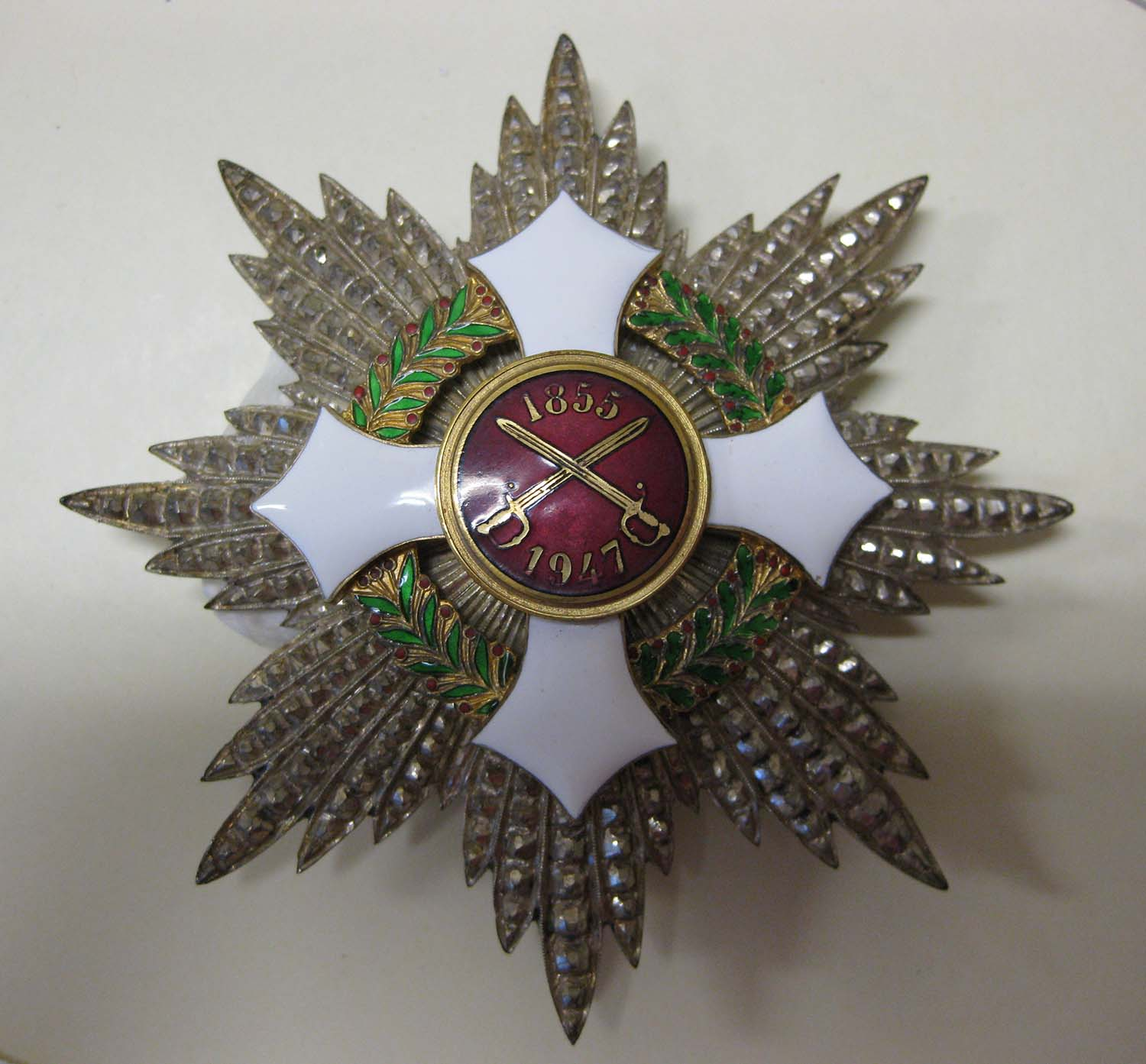
Bruststern zum Großkreuz

Das Ordenszeichen ist ein weißes geschweiftes Pfeilkreuz mit Eichen- und Lorbeerkranz zwischen den Kreuzarmen. Das Mittelmedaillon zeigt im Avers die Inschriften RI (Repubblica Italiana) und Al Merito Militare (Für Militärverdienst), im Revers gekreuzte Schwerter und die Jahreszahlen 1855 (erste Neustiftung durch Viktor Emanuel II.) und 1947 (zweite Neustiftung in der Republik).
Als Aufhängung der Ordenszeichen der oberen drei Klassen dient ein Lorbeer- und Eichenlaubkranz, für Offiziere eine Trophäe in der Form einer Ritterrüstung, für Ritter ein einfacher Ring.
Das Ordensband ist blau mit einem roten Mittelstreifen.

## Trageweise

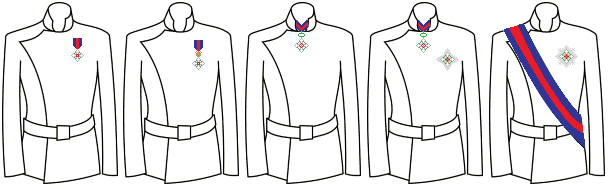
Trageweise von Ritter (links) bis Großkreuzritter (rechts)

Getragen wird das Großkreuz an einer Schärpe von der rechten Schulter zur linken Hüfte. Großoffizier und Kommandeur tragen die Auszeichnung am Hals, Offiziere und Ritter am Band auf der linken Brustseite.
Großkreuzritter und Großoffiziere tragen einen achtstrahligen Bruststern mit der Rückseite des Ordenskreuzes auf der linken Brust.